# Idiomatisme
 (septembre 2015).
 (février 2015).
Si vous disposez d'ouvrages ou d'articles de référence ou si vous connaissez des sites web de qualité traitant du thème abordé ici, merci de compléter l'article en donnant les références utiles à sa vérifiabilité et en les liant à la section « Notes et références ».
En linguistique, un idiomatisme est ce qui relève des singularités propres à une langue en particulier. L'adjectif correspondant est « idiomatique ». La structure d’une langue (grammaire et syntaxe) est en effet souvent fondamentalement arbitraire et propre à elle-même ou à une famille de langues spécifiques.
En anglais par exemple, bien qu’il soit « idiomatique » (accepté en tant que structurellement correct) de dire « cats are associated with agility » (« Les chats sont associés à l'agilité »), d’autres formes auraient pu se développer, telles que « cats associate toward agility » ou bien « cats are associated of agility ». Les constructions non idiomatiques, bien qu’elles soient tout à fait compréhensibles, ont une consonance de solécisme pour les gens parlant couramment la langue. Par exemple, le titre du célèbre livre English As She Is Spoke se comprend facilement, mais diffère de l'expression grammaticalement correcte en anglais (English As It Is Spoken) par le genre du pronom et par la flexion du verbe.
En musique, l’idiomatisme est le fait de composer pour un instrument en particulier et non un groupe d’instruments. Cette pratique apparaît à la fin du XVIIe et au début du XVIIIe siècle car les instruments commencent à véhiculer une expression musicale raffinée.

## Considérations émiques et étiques
Les locuteurs natifs monolingues vivant dans un environnement insulaire et monolingue ne sont pour la plupart pas conscients du caractère idiomatique (la qualité ou l’état d’une construction correspondant aux conventions idiomatiques de la langue donnée), parce qu’ils ne conçoivent pas ou n’ont jamais entendu d’autres structures possibles. L’exception principale se produit lorsqu’ils entendent leurs enfants acquérir la langue en expérimentant naturellement, lorsqu’ils rencontrent des erreurs d’accord ou de temps, par exemple (« Je va voir les chevals » au lieu de « Je vais voir les chevaux »). Cette corrélation nous permet de comprendre que le solécisme a une consonance « enfantine » ou « déficiente » pour les natifs monolingues. Cependant lorsque des adultes étudient une langue étrangère, ils prennent conscience naturellement de la dimension idiomatique (ou son absence) et commencent à avoir une compréhension plus mûre de celle-ci, tandis que leur cerveau travaille à éviter les détails structurels qui diffèrent des détails de la langue en question.
En anglais par exemple, utiliser un article indéfini est idiomatique lorsque l’on parle de la profession de quelqu’un (I am a plumber; she is an engineer), alors qu’en français et bien d’autres langues, ces articles ne sont pas utilisés dans ce contexte (je suis plombier ; elle est ingénieure). En conséquence, un étranger qui apprend le français doit admettre et accepter ce fait pour le parler couramment.
Une réaction typiquement viscérale chez les débutants qui apprennent une langue étrangère consiste à penser « Notre langue est plus logique », tandis que les étudiants avancés (ceux qui deviennent polyglottes) finissent par comprendre que dans la plupart des cas ces constructions ne sont pas intrinsèquement plus ou moins logiques— elles ont juste une logique différente et sont propres à une langue ou à une ramification de langues de la même famille. Dans l’exemple donné, un francophone « justifiera » le manque idiomatique d’un article défini en arguant qu’il est logiquement superflu ; on n’a pas besoin de dire : « elle est une ingénieure [discret - se dit d'une unité faisant partie d'un système et que l'on peut isoler, délimiter.] », parce qu’il est déjà évident que cette personne correspond au caractère « discret » linguistique. De telles « explications logiques » (ou qui semblent logiques) finissent par être homologuées comme courantes. Peu importe si personne ne peut trouver ou être en accord avec une logique derrière quelque facette idiomatique de langage que ce soit, c’est de fait la forme correcte, par convention normative.
Souvent, les personnes étudiant une langue ne peuvent s’empêcher de penser à ce genre d’« explications logiques » pendant le processus d’acquisition de langue étrangère.

## Expression idiomatique
Un idiotisme ou expression idiomatique est une construction ou une locution particulière à une langue, qui porte un sens par son tout et non par chacun des mots qui la composent. Il peut s'agir de constructions grammaticales ou, le plus souvent, d'expressions imagées ou métaphoriques. Un idiotisme est en général intraduisible mot à mot et il peut être difficile, voire impossible, de l'exprimer dans une autre langue.
Par exemple, l'expression « elle le mène par le bout du nez » (signifiant « elle le manipule », « elle fait ce qu’elle veut de lui ») est idiomatique car, par convention, elle appartient à la langue française, qu’on puisse déterminer ou non son origine logique, le contexte dans lequel elle fut inventée (injustifiable), et sans considération pour sa traduction littéraire vers une autre langue (spécifique).

## Faux-ami
En anglais, un idiomatisme est qualifié d'idiom. En français, le terme « idiome » désigne une langue particulière.